# Goniodoma millierella
Goniodoma millierella is een vlinder uit de familie kokermotten (Coleophoridae). De wetenschappelijke naam is voor het eerst geldig gepubliceerd in 1882 door Ragonot.
De soort komt voor in Europa.